# フィブリノゲン問題
フィブリノゲン問題（フィブリノゲンもんだい）とは、C型肝炎ウイルス (HCV) に汚染された血液製剤フィブリノゲンにより引き起こされた薬害肝炎問題のこと。

## 概要
アメリカ合衆国連邦政府では「アメリカ食品医薬品局」(FDA) が、プール血漿由来のフィブリノゲン製剤が、B型肝炎ウイルスに汚染される可能性が高いことと効果が疑わしいこと、及びフィブリノゲン製剤の代わりとなる製剤として、濃縮凝固因子（クリオプレシピテート）が利用可能であることを理由に、1977年12月、フィブリノゲンと同成分の製剤の製造承認を取り消した。
なお当時、アメリカ合衆国で販売されていたフィブリノゲン製剤は、B型肝炎ウイルスについて不活化（β-プロピオラクトン、BPL）処理がなされていなかったため、米国内で肝炎発生事例が多数報告されていたが、日本国内で販売されていた製剤では不活化処理がなされており、後の検証実験から、BPL処理がHCV（C型肝炎ウイルス）を不活化していたということが報告された。
その後1985年に不活化処理方法が変更（HBsグロブリン付加）されたため、結果HBV(B型肝炎ウイルス)のみの不活化となり、非A非B肝炎（A型肝炎・B型肝炎以外の肝炎）発生報告例が増加した。
日本でのフィブリノゲン製剤は、ミドリ十字（現田辺三菱製薬）が唯一生産していたが、1979年には国立予防衛生研究所血液製剤部長でもある研究者が、こうした事実を自著で指摘していたが、同研究所を所管する厚生省（当時）に直接報告していたわけではない。一方、ミドリ十字は、1978年1月に、FDAによるフィブリノゲン製剤の承認取消が掲載された『米国連邦広報』を入手し、社内で回覧していた。
出産の時の大量出血の際、輸血が間に合わず妊婦が死亡したことで起こされた民事裁判で、「フィブリノゲン等を投与するなど、適切な止血措置を執らなかった」ことを理由に産婦人科医の過失を問う判決が出た上、当時はまだフィブリノゲンの投与によるウイルス性肝炎の発症などの副作用報告がほとんどなかったために、当時国内では低フィブリノゲン血症しか適応症として承認されていなかったにもかかわらず、臨床の現場では、止血剤として広くフィブリノゲン製剤が使われていた。
見直しが行われたのは、1987年3月に青森県三沢市の産婦人科医院で8人が集団感染した非A非B肝炎集団発生事例からである（ほぼ同時期に、診療所で8人もの大量の患者が発生したということは、同医院にて、止血剤として安易に投与されていたという背景がある）。
ミドリ十字社は、非加熱製剤（フィブリノゲン－ミドリ）の自主回収を開始したが、翌1988年ミドリ十字は、厚生省の指示により、「フィブリノゲンＨＴ-ミドリ」の緊急安全性情報を配布し返品要請したため、これ以降、製剤年間使用本数は五万本から千本程度にまで激減した。
加熱製剤（フィブリノゲンＨＴ-ミドリ）は、1987年4月に承認・発売されたが、これはHIVウイルス、B型肝炎ウイルスには有効だが、非A非B型肝炎ウイルス（1989年にHCVであることが判明）には十分な処理法ではなかった。HCVに対し有効な不活化法と確認されたSD処理（有機溶媒(Solvent)・界面活性剤(Detergent)処理）加熱製剤の発売は、1994年8月を待たねばならなかった。
青森の肝炎集団発生事例から10年後の1998年、さらに、厚生省は適応症を「先天性血液凝固因子欠乏症」に限定しようやく問題は収束したかに見えた。
事態が一転したのは、初の感染者を記録した三沢市の産婦人科医院が、当時のフィブリノゲン製剤を保管していることを『ニュースJAPAN』が報道したことによる。分析の結果、これらの製剤は製造後15年経過したにもかかわらず、いずれにも未だに活力を持ったHCVが存在していた。
更にDNA型鑑定では、この製剤中のウイルスと、過去に同製剤を投与され肝炎を発症した患者のウイルス、アメリカ麻薬患者のウイルスが全て同一と確認された。これによりウイルスの由来が、アメリカ合衆国で買い付けた原料血漿（ミドリ十字子会社の「アルファ社」）であることが明らかとなる。血液は刑務所内の売血、麻薬中毒者や売春婦・夫を対象とした極めてハイリスクなものであった（これは薬害エイズ事件と原因を同じくしている）。
これにより、一部患者のC型肝炎が、フィブリノゲン製剤によって引き起こされた可能性が、科学的に証明された。また、現在でも全国各地の病院に、非加熱フィブリノゲンが未だに残っていることが明らかになる。患者は、日本国政府や製薬会社へ集団訴訟を行い、社会問題と発展した。

## フィブリノゲン製剤
フィブリノゲン製剤は、血漿中のフィブリノゲン低下による出血傾向に対しそれを補充する目的で用いられる。2000年までに国内においてフィブリノゲン製剤の承認を取得したことがあるのは、株式会社日本ブラッドバンク（後の旧ミドリ十字社、その承認を継承した吉富製薬株式会社）、旧ウェルファイド社、財団法人体質研究会（1969年12月に承認を取得するも、製造に至らず）、日本製薬株式会社（1969年に承認を取得、1972年に約240本のみ販売）である。

## 取り組みと裁判
厚生労働省は2004年、ミドリ十字の後身であった三菱ウェルファーマ社（当時）のデータを基にフィブリノゲン製剤納入先医療機関名を公表しHCV検査受診を呼びかけている。
薬害肝炎弁護団は各地の地方裁判所で次々に同様の裁判を起こし、大阪・福岡の訴訟判決（2006年）名古屋の訴訟判決（2007年）では、HCV（C型肝炎ウイルス）を不活化していたとされる期間においても感染する危険性が排除できないとし、一部の原告に対してHCV感染とフィブリノゲン製剤の因果関係を認定した。しかしそれ以外は国、製薬会社に責任は無しとの判断を示した。同時に提訴された第9因子製剤によるHCV感染に関する訴訟はすべて棄却されている。
その後、行政府の長（内閣総理大臣）が立法府（国会）に対し、議員立法を働きかけ、「一律救済」と称する法案を成立させた。

## 参考資料
- 厚生労働省 フィブリノゲン製剤によるＣ型肝炎ウイルス感染に関する調査報告書
- 薬害肝炎訴訟全国弁護団
- ニュースJAPAN シリーズ検証・C型肝炎